# 隆化土城子城址
隆化土城子城址，位于中国河北省承德市城北下洼子村，为承德市隆化县的一个全国重点文物保护单位，类型为古遗址，公布时间为2013年5月。
隆化土城子城址的历史年代为北魏、辽、金、元。